# Mike Egger
Pour les articles homonymes, voir Egger.
Mike Egger, né le 2 août 1992 à Rorschach (originaire de Glaris Nord et de Berneck), est une personnalité politique suisse du canton de Saint-Gall, membre de l'Union démocratique du centre (UDC).
Il est conseiller national depuis début 2019.

## Biographie
Mike Andreas Egger naît le 2 août 1992 à Rorschach, dans le canton de Saint-Gall. Il est originaire de Glaris Nord, puis également de Berneck, dans le canton de Saint-Gall. Il a trois sœurs aînées. Leur père, Peter Egger, est aubergiste (la famille tient depuis trois générations l'auberge Brauerei à Berneck) et l'un des fondateurs de la section UDC de la vallée du Rhin saint-galloise (de).
Il est boucher de profession et travaille pour l'entreprise Micarna de la Migros, à Bazenheid.
Lors des sessions parlementaires à Berne, il réside dans une colocation avec les conseillers nationaux PLR Andri Silberschmidt et écologiste Franziska Ryser.
Il a le grade de soldat à l'armée.

## Parcours politique
Il adhère à l'âge de 13 ans aux Jeunes UDC et participe durant son adolescence aux campagnes électorales de Lukas Reimann, à titre de collaborateur personnel.
Il est député au Conseil cantonal de Saint-Gall de mars 2012 (à l'âge de 19 ans) à février 2019.
Il est candidat au Conseil national en octobre 2015, mais n'est pas élu, à 600 voix près (46 364 contre 46 960 à sa colistière Barbara Keller-Inhelder),. Il publie des chansons électorales, interprétées par un musicien amateur, sur sa chaîne YouTube pendant la campagne,.
Il accède à la chambre basse de l'Assemblée fédérale en mars 2019, à la suite de la démission de Toni Brunner. Il est à nouveau candidat en octobre 2019, avec succès,. Il siège au sein de la Commission de l'environnement, de l'aménagement du territoire et de l'énergie (CEATE) et, de début 2021 à début 2023, au sein de la Commission des finances (CdF).

### Positionnement politique
Il est un représentant de l'aile dure de l'UDC. Il a notamment mené en première ligne la campagne dans le canton de Saint-Gall pour l'interdiction du voile en 2018 et celle « Pour une immigration modérée » en 2020.